# Hadrien Salvan
Hadrien Salvan, född 10 juli 1997 i Paris, är en fransk simmare.

## Karriär
I juni 2021 vid franska långbanemästerskapen i Chartres tog Salvan brons på 200 meter frisim. Följande månad tävlade Salvan vid OS i Tokyo. Han var en del av Frankrikes lag (tillsammans med Jordan Pothain, Enzo Tesic och Jonathan Atsu) på 4×200 meter frisim som blev utslagna i försöksheatet och som slutade på totalt 11:e plats.
I december 2021 vid franska vintermästerskapen i långbana tog Salvan guld på 200 meter frisim. I april 2022 vid franska långbanemästerskapen i Limoges tog han guld på 200 meter frisim och silver på 100 meter frisim. I augusti 2022 vid EM i Rom tog Salvan tre medaljer. Han mottog ett guld efter att ha simmat försöksheatet på 4×100 meter mixad frisim där Frankrikes lag sedermera tog guld. Salvan var även en del av Frankrikes kapplag som tog silver på 4×200 meter mixad frisim samt brons på 4×200 meter frisim.